# Diasemiopsis
Diasemiopsis é um gênero de mariposa pertencente à família Crambidae.